# Tilmann Höhn

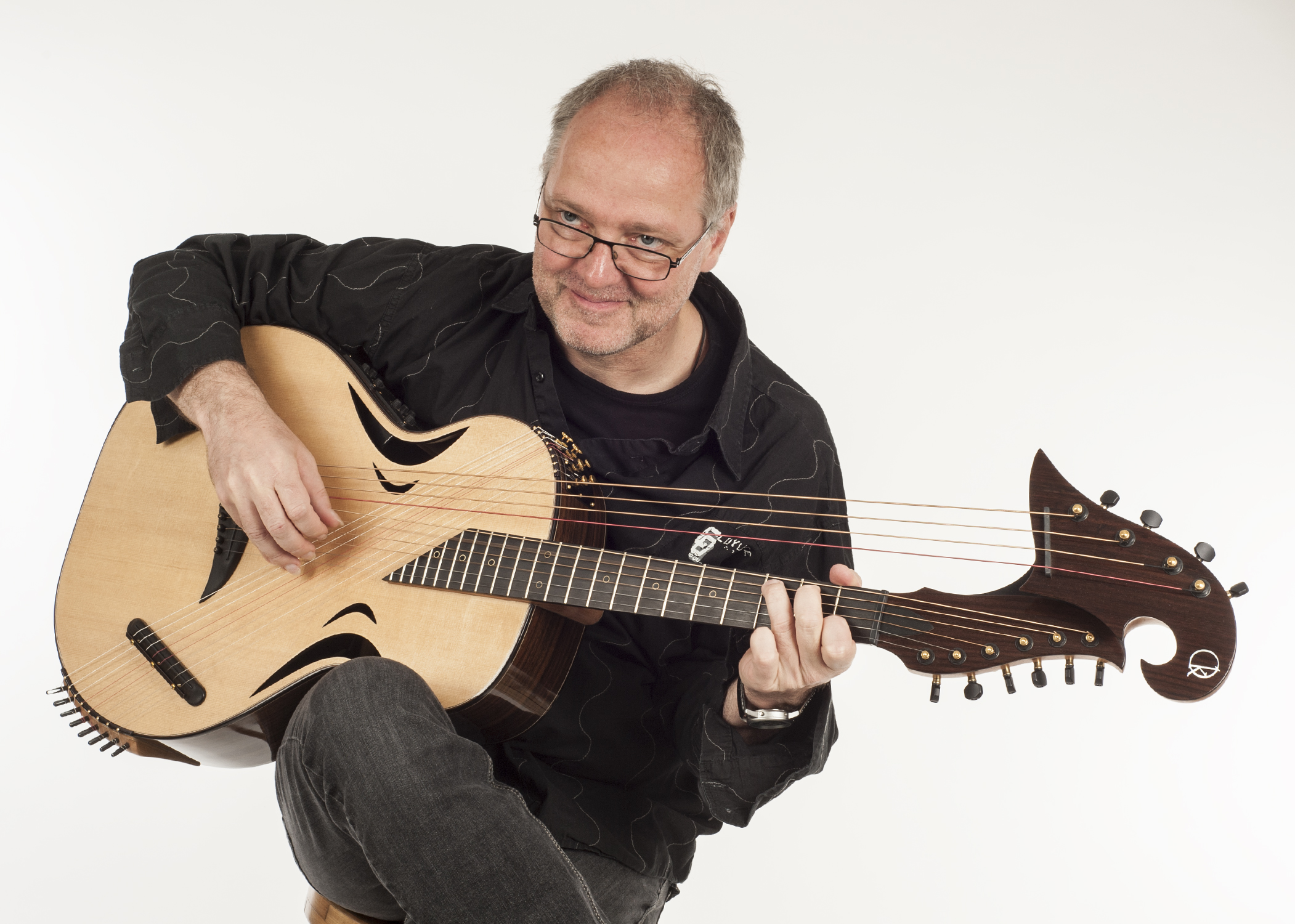
Tilmann Höhn, Gitarrist & Komponist

Tilmann Höhn (* 20. Januar 1964 in Wiesbaden) ist ein deutscher Gitarrist und Komponist.

## Leben
Höhn wuchs in Wiesbaden auf. In seiner Jugend war er ein erfolgreicher Leichtathlet, der den deutschen Rekord in der Altersklasse M14 im 100-Meter-Sprint hielt. 1978 war er deutscher Schülermeister und mehrfacher Hessenmeister. Nach dem Abitur studierte er Betriebswirtschaftslehre in Frankfurt. Höhn ist verheiratet mit der Autorin Uta Reimann-Höhn und Vater zweier erwachsener Söhne.

## Gitarrist
Höhn spielt seit seinem 14. Lebensjahr Gitarre und ist als Jazz-Gitarrist, Akustik-Gitarrist, Blues-Gitarrist, Elektrik-Gitarrist, Studio-Bossanova-Pop-Solo-Duo-Trio-Gitarrist bekannt. Er spielte und spielt bei der Frankfurt City Blues Band, der NuJazzband Hotel Bossa Nova, Simple Songs, den Nightbirds, Voyage de Sud, Vibes, Circle Games-The music of Joni Mitchell und BON. Er hatte Auftritte mit Gitarren-Kollegen wie John Stowell, Claus Boesser-Ferrari, Ali Neander, Kosho, David Becker oder Frank Haunschild.
Unter anderem begleitete er die kanadische Grammy-Gewinnerin Alannah Myles, die Sopranistin Eva Lind, den Autor Wolfgang Weinrich, den Kabarettist Lars Reichow und die sambische Sängerin Yvonne Mwale. Er komponiert Filmmusiken – etwa für den Film Abgeschminkt!. Er ist bei CD-, Fernseh-, Tanz- und Jingle-Produktionen als Studio- und Livegitarrist tätig. Zu seinem Instrumentarium zählen außer E-, Nylon- und Westerngitarren auch Fretless-Gitarren, eine 8-saitige Konzert-Gitarre, Bariton-Gitarren, Requionto- und Terz-Gitarren und die Aliquotgitarre.

## Veröffentlichungen CDs
- Wintersongs and Other Tales of Melancholy (Klangraum Records 2015)
- Simple Songs mit Matthias Krüger - bass (Klangraum Records 2014)
- Tilmann Höhn / Markus Fleischer / John Stowell: All Those Dreams Told to the Moon (Klangraum Records 2013)
- Hotel Bossa Nova: Na meia luz  (Yellowbird (Soulfood) 2013)
- Tilmann Höhn & Ali Neander Three Wishes (Klangraum Records 2012)
- Tilmann Höhn & Marius März Whereever You Put Your Feet (Klangraum Records 2012)
- Hotel Bossa Nova: Bossanomia (Yellowbird (Soulfood) 2011)
- Tilmann Höhn & Thomas Rath Duo Bizarre: Dark, Erotic & Scary Monsters (Klangraum Records 2010)
- If Clouds Could Talk (Klangraum Records 2009)
- Hotel Bossa Nova: Supresa (O-Tone Mus (Edel) 2009)
- Stories My Guitar Told Me (Klangraum Records 2009)
- Tilmann Höhn & Peter van Ham Tabo - Mandala In Stone

## Veröffentlichungen Bücher
- mit Uta Reimann-Höhn: Hotel Bossa Nova / / Mord im Schlachthof / Madita Berg, Band 5, Independently published, Wiesbaden 2024, ISBN 979-8335888844
- Tilmanns Handmade Guitarbook, Independently published, Wiesbaden 2024, ISBN 979-8333179517

## Filmografie
- 1992/1993: Abgeschminkt!
- 1993: In the line of fire
- 2006/2007: Truck Stop Grill